# Naif
Naif – indonezyjski zespół muzyczny, którego twórczość jest klasyfikowana jako retro/pop. Został założony w 1995 roku w Dżakarcie.
W trakcie swojej kariery wydali 11 albumów studyjnych, począwszy od debiutanckiego albumu pt. Naif z 1998 r.
W skład formacji wchodzili: David Bayu Danangjaya – wokal, Fajar Endra Taruna Mangkudisastro – gitara, Franki Indrasmoro Sumbodo (Pepeng) – perkusja, Mohammad Amil Hussein – gitara basowa. W 2002 r. grupę opuścił klawiszowiec Chandra Sukardi.
Dwa spośród utworów zespołu znalazły się w zestawieniu 150 indonezyjskich utworów wszech czasów, opublikowanym na łamach miejscowego wydania magazynu „Rolling Stone” („Mobil Balap” na pozycji 55., „Posesif” na pozycji 96.).
W 2021 r. podjęto decyzję o rozwiązaniu grupy.